# Pontormo
Jacopo Carucci, geralmente chamado Jacopo da Pontormo, Jacopo Pontormo ou simplesmente Pontormo (Empoli, 24 de maio de 1494 – Florença, 31 de dezembro de 1556) foi um pintor maneirista italiano da Escola Florentina. Era famoso pelo uso de poses contorcidas, perspectiva distorcida e cores marcadamente incomuns e peculiares.

## Biografia
Jacopo Carucci nasceu em Pontorme, perto de Empoli. A sua casa ainda sobrevive e é um museu, na Via Pontorme 97
Foi aprendiz de Leonardo da Vinci, Mariotto Albertinelli, Piero di Cosimo, e finalmente em 1512, de Andrea del Sarto.

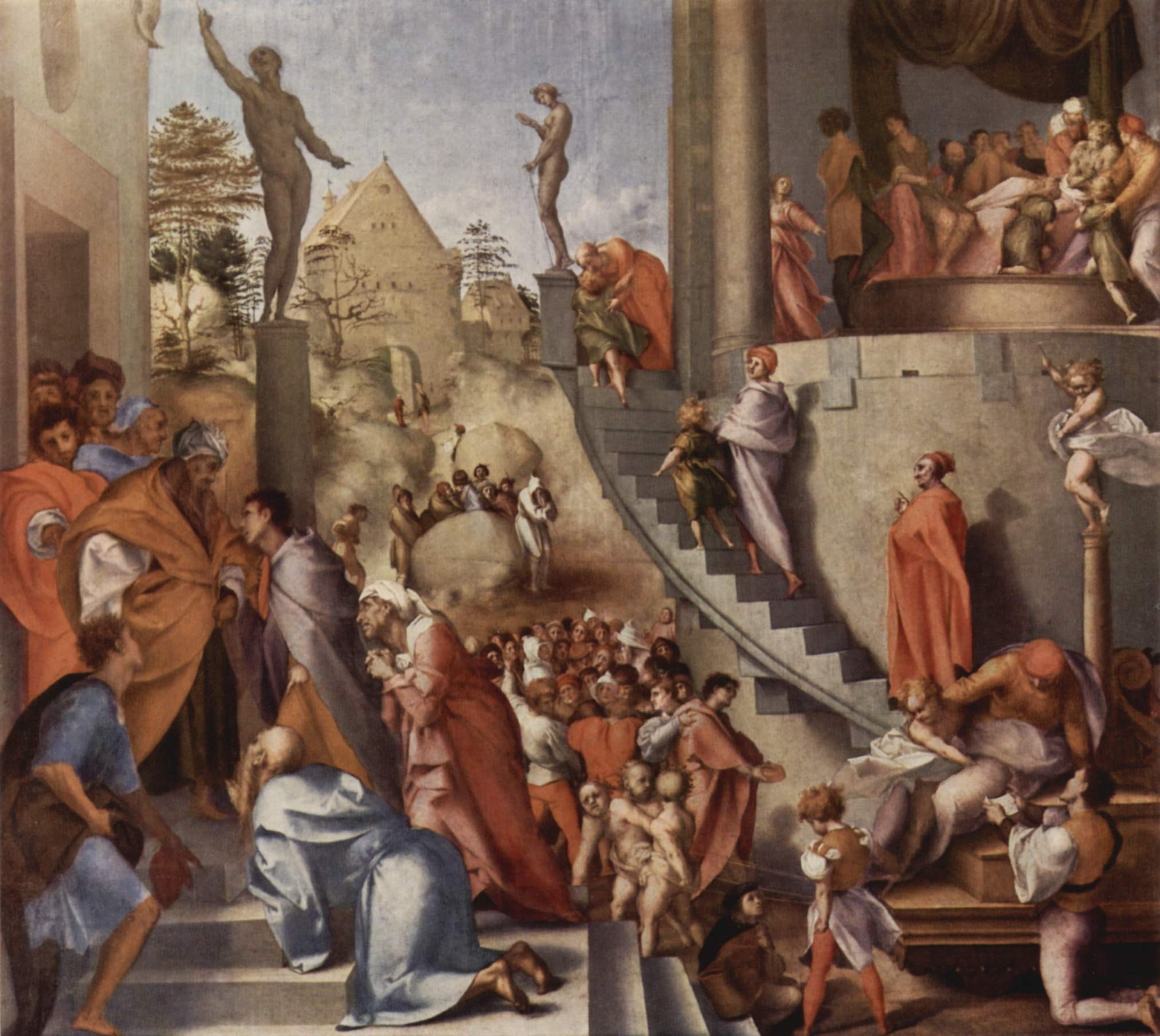
José no Egito, 1515–1518; Óleo sobre madeira; 96 x 109 cm; Galeria Nacional, Londres

Pontormo pintou somente em Florença, com o patrocínio da Família Médici. Pintou afrescos de pastores e campos, um gênero quase incomum na pintura de Florença. Em 1522, com a peste em Florença, Pontormo partiu para Certosa di Galuzzo, um monastério da Ordem dos Cartuxos, onde pintou uma série de afrescos.
O grande altar construído por Brunelleschi para a Capela Capponi, na Igreja de Santa Felicita, em Florença, é considerada sua obra-prima. A Galeria Uffizi abriga outra de suas obras-primas, a Ceia em Emaús, junto com vários retratos, realizados com proporções Maneiristas.
Muitas de suas obras foram perdidas ou danificadas, incluindo O Julgamento Final, um afresco que ocupou a última década de sua vida, e que mantinha escondido de outras pessoas. Segundo relatos, sua visão do Juízo Final era um pântano de figuras contorcidas, que tinha um efeito quase alucinógeno. Na obra, Pontormo foi contra a tradição pictórica e cristã da época, colocando Deus aos pés de Cristo, uma ideia que Vasari classificou como perturbadora.
Seu estilo era semelhante ao de Bronzino, ao mesmo tempo que compartilhava o Maneirismo de Rosso Fiorentino e Parmigianino. De alguma forma, antecipou o Barroco e as tensões de El Greco.

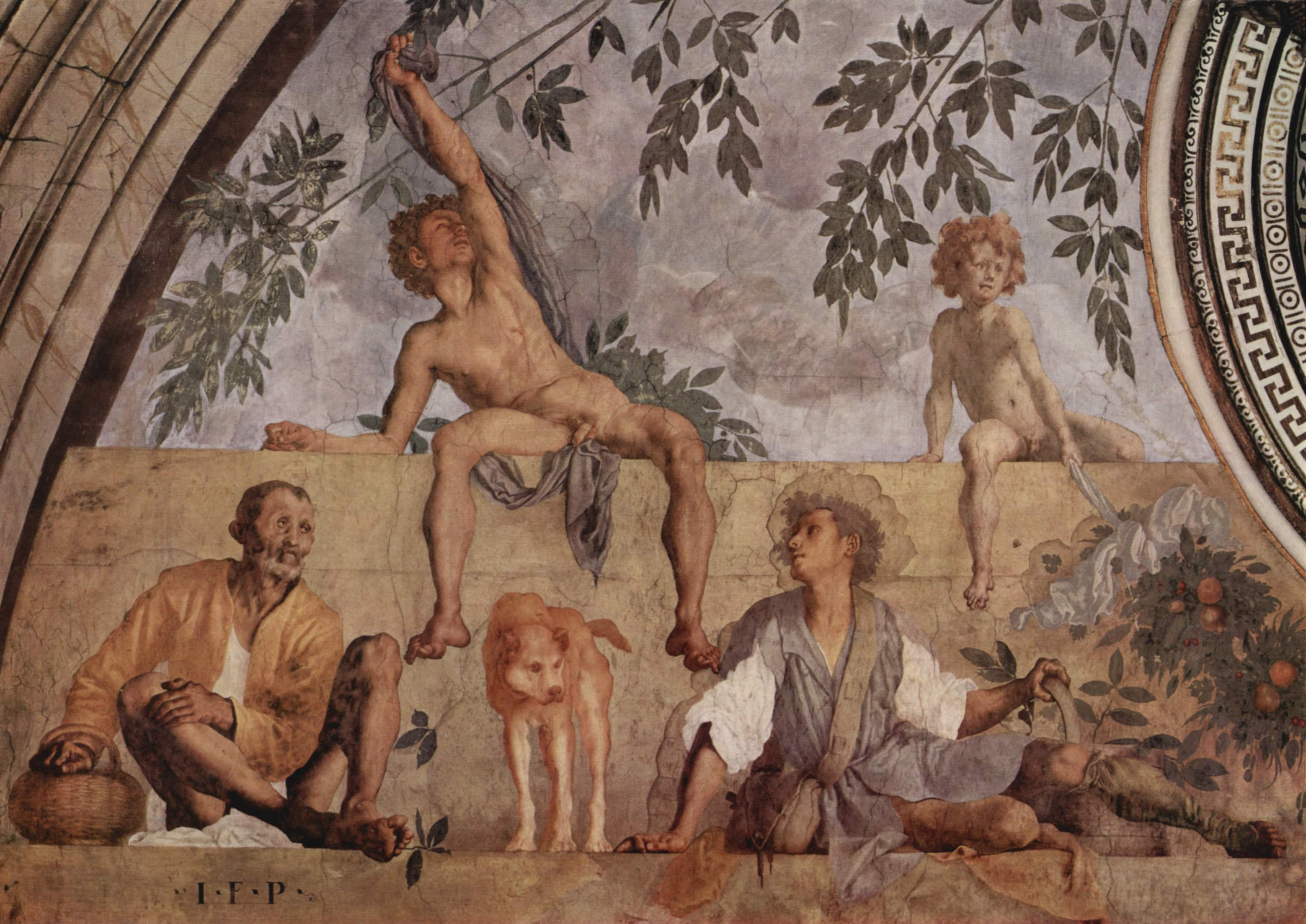
Da luneta de Vertumnus e Pomona, 1520–21

## Avaliação crítica e legado
A Vida de Pontormo, de Vasari, retrata-o como retraído e mergulhado em neurose enquanto está no centro dos artistas e mecenas de sua vida. Esta imagem de Pontormo tende a colorir a concepção popular do artista, como se vê no filme de Giovanni Fago, Pontormo, um amor herético. Fago retrata Pontormo atolado em uma dedicação solitária e, em última análise, paranoica ao seu projeto final de Juízo Final, que ele muitas vezes manteve protegido dos espectadores. No entanto, como a historiadora de arte Elizabeth Pilliod apontou, Vasari estava em competição feroz com a oficina Pontormo/Bronzino no momento em que ele estava escrevendo suas Vidas dos Mais Excelentes Pintores, Escultores e Arquitetos. Essa rivalidade profissional entre os dois bottegapoderia muito bem ter fornecido a Vasari uma ampla motivação para atropelar a linhagem artística de seu oponente pelo patrocínio de Médici.

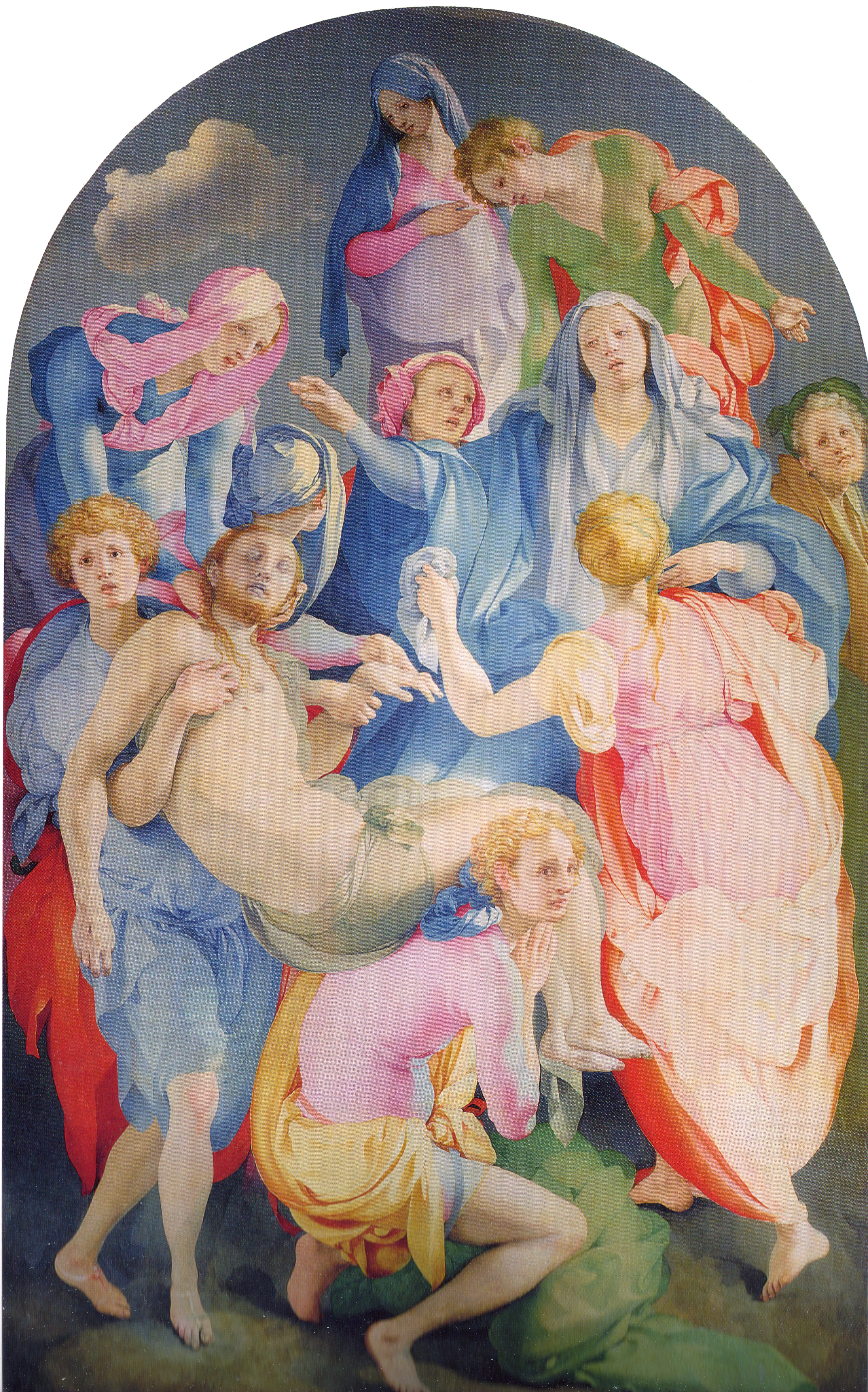
A Deposição da Cruz, 1525–1528

Talvez como resultado do escárnio de Vasari, ou talvez por causa dos caprichos do gosto estético, a obra de Pontormo ficou fora de moda por vários séculos. O fato de que muito de sua obra foi perdida ou severamente danificada é uma prova dessa negligência, embora ele tenha recebido atenção renovada dos historiadores da arte contemporânea. De fato, entre 1989 e 2002, o Retrato de um Halberdier de Pontormo (à direita), detinha o título de pintura mais cara do mundo por um Velho Mestre.
Independentemente da veracidade do relato de Vasari, é certamente verdade que as idiossincrasias artísticas de Pontormo produziram um estilo que poucos foram capazes (ou dispostos) a imitar, com exceção de seu pupilo mais próximo, Bronzino. O trabalho inicial de Bronzino é tão próximo ao de seu professor, que a autoria de várias pinturas das décadas de 1520 e 30 ainda está em disputa – por exemplo, os quatro tondi contendo os evangelistas na Capela Capponi.
Pontormo compartilha um pouco do maneirismo de Rosso Fiorentino e de Parmigianino. De certa forma, ele antecipou o barroco, bem como as tensões de El Greco. Suas excentricidades também resultaram em um sentido original de composição. Na melhor das hipóteses, suas composições são coesas. As figuras do depoimento, por exemplo, parecem apoiar-se mutuamente: a remoção de qualquer uma delas causaria o colapso do edifício. Em outras obras, como nas telas de Joseph, a aglomeração faz uma confusão pictórica. É nos desenhos posteriores que vemos uma graciosa fusão de corpos em uma composição que inclui a moldura oval de Jesus no Juízo Final.

## Obras perdidas ou danificadas

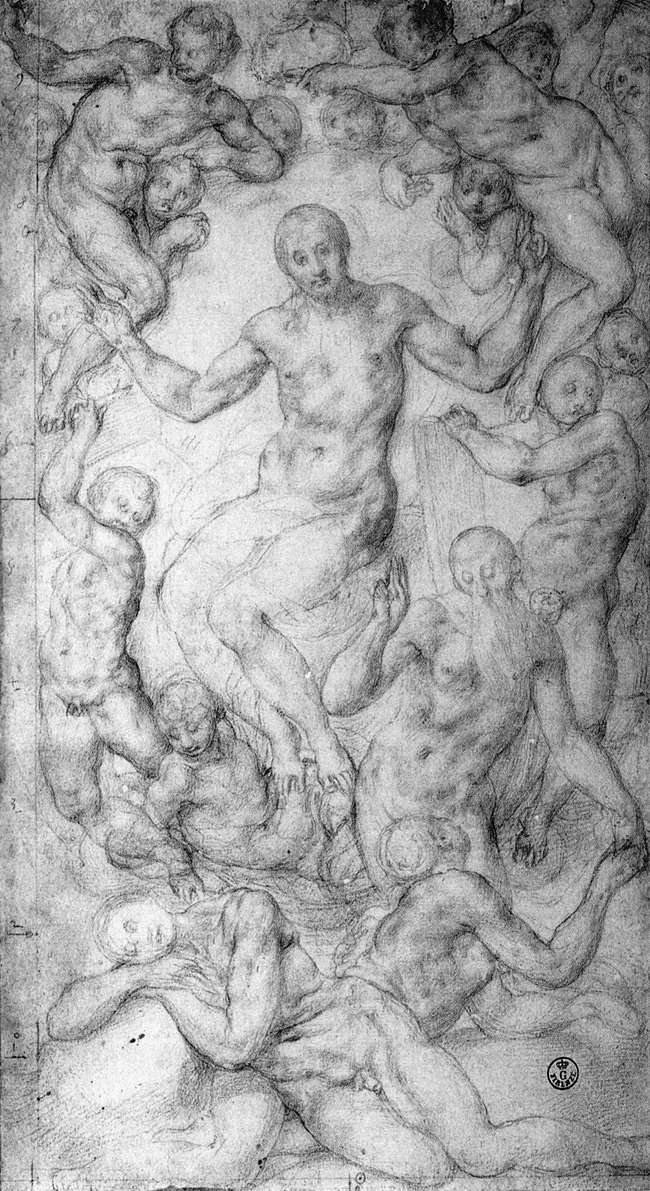
Cristo e a Criação de Eva

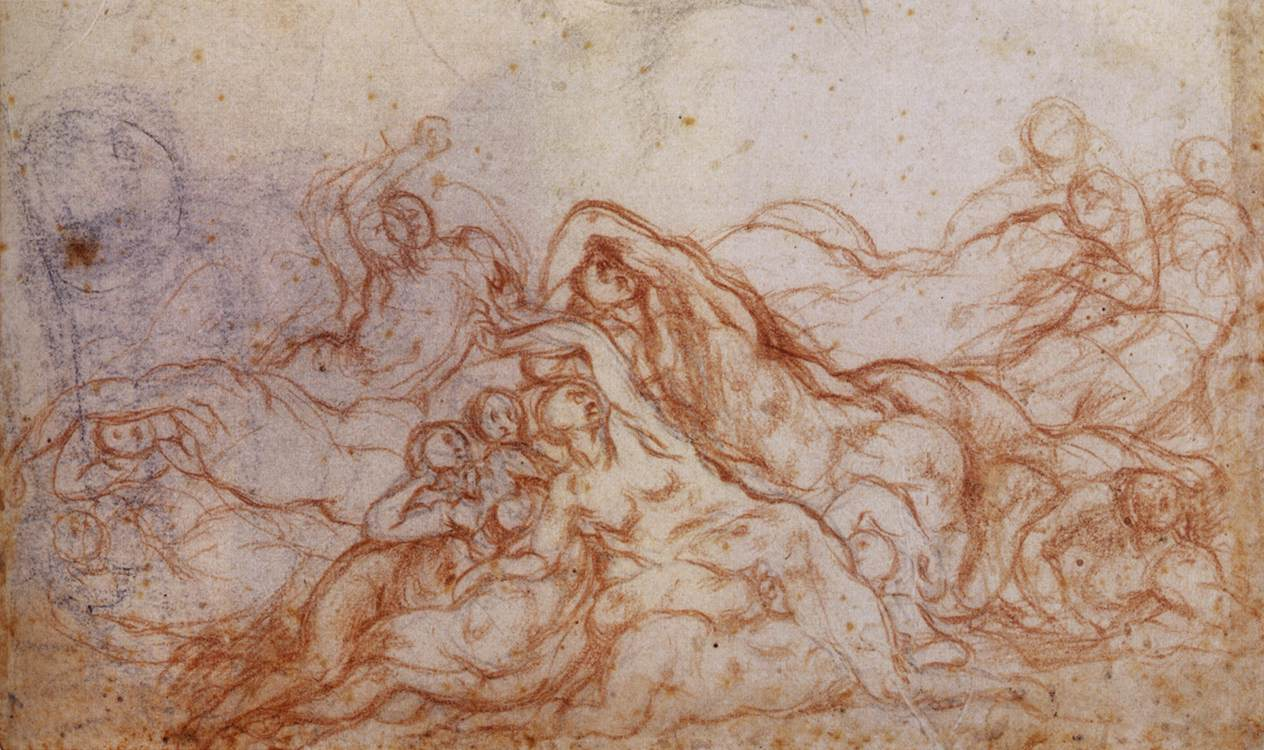
Estudo para Dilúvio

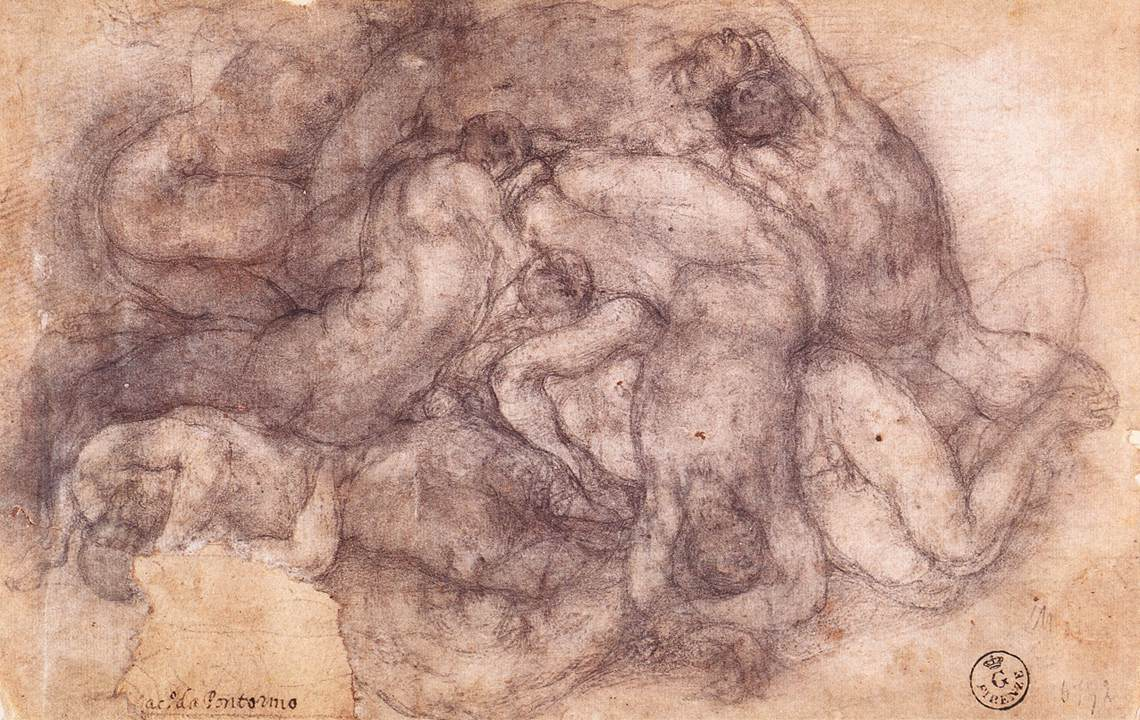
Morto no Juízo Final

Muitas das obras de Pontormo foram danificadas, incluindo as lunetas para o claustro no mosteiro cartuxo de Galluzo. Eles agora são exibidos dentro de casa, embora em seu estado danificado.
Talvez o mais trágico seja a perda dos afrescos inacabados para o coro da Basílica de San Lorenzo, Florença, que consumiu a última década de sua vida.  Seus afrescos retratavam um dia do Juízo Final composto por um inquietante pântano de figuras contorcidas. Os desenhos restantes, mostrando uma bizarra e mística fita de corpos, tiveram um efeito quase alucinatório. A pintura de figuras florentinas tinha principalmente figuras lineares e escultóricas. Por exemplo, o Cristo no Juízo Final de Michelangelo na Capela Sistina é um enorme bloco pintado, severo em sua ira; em contraste, o Jesus de Pontormo no Juízo Final torce sinuosamente, como se ondulasse pelos céus na dança da finalidade última. Anjos rodopiam sobre ele em poses ainda mais serpentinas. Se a obra de Pontormo da década de 1520 parecia flutuar em um mundo pouco tocado pela força gravitacional, as figuras do Juízo Final parecem ter escapado completamente e flutuado pelo ar rarefeito.

Em seu Juízo Final, Pontormo foi contra a tradição pictórica e teológica ao colocar Deus Pai aos pés de Cristo, em vez de acima dele, uma ideia que Vasari achou profundamente perturbadora:
Mas nunca consegui entender o significado dessa cena, ... Quero dizer, o que ele poderia ter pretendido significar naquela parte em que há Cristo no alto, ressuscitando os mortos, e abaixo de Seus pés é Deus, o Pai, que está criando Adão e Eva. Além disso, em um dos cantos, onde estão os quatro evangelistas, nus, com livros nas mãos, não me parece que em um único lugar ele tenha pensado em qualquer ordem de composição, ou medida, ou tempo, ou variedade nas cabeças, ou diversidade nas cores da carne, ou, em uma palavra, a qualquer regra, proporção ou lei de perspectiva, pois toda a obra está cheia de figuras nuas com uma ordem, design, invenção, composição, coloração e pintura inventadas à sua própria maneira...

## Antologia de obras

### Primeiras obras (até 1521)
| Pintura                                                                                            | Data      | Local                                                                         |
| -------------------------------------------------------------------------------------------------- | --------- | ----------------------------------------------------------------------------- |
| Leda e o Cisne (atribuição incerta)                                                                | 1512–1513 | Galeria Uffizi, Florença                                                      |
| Apolo e Dafne                                                                                      | 1513      | Museu de Arte do Colégio Bowdoin, Brunswick, Maine                            |
| Conversa Sagrada                                                                                   | 1514      | Capela de San Luca, Santissima Annunziata, Florença                           |
| Madona e Menino com o Menino São João Batista                                                      | c. 1514   | Whitfield Fine Art, Londres                                                   |
| Episódio da Vida Hospitalar                                                                        | 1514      | Accademia, Florença                                                           |
| Verônica e a Imagem                                                                                | 1515      | Capela dos Médici, Santa Maria Novella, Florença                              |
| Visitação                                                                                          | 1514–1516 | Santissima Annunziata, Florença                                               |
| Dama com Cesta de Fusos (atribuída a Andrea del Sarto)                                             | 1516–1517 | Galeria Uffizi, Florença                                                      |
| Painéis de cama de casamento para Pier Francesco Borgherini. (Outros dois de Francesco Bacchiacca) |           |                                                                               |
| José se revela a seus irmãos                                                                       | 1516–1517 | National Gallery, Londres                                                     |
| José vendido a Potifar                                                                             | 1516–1517 | National Gallery, Londres                                                     |
| Irmãos de José Imploram por Ajuda                                                                  | 1515      | National Gallery, Londres                                                     |
| Faraó com seu mordomo e padeiro                                                                    | 1516–1517 | National Gallery, Londres                                                     |
| Joseph em Egito                                                                                    | 1517–1518 | National Gallery, Londres                                                     |
| *São Quentin (Também atribuído a Giovanni Maria Pichi)                                             | 1517      | Pinacoteca comunale, Sansepolcro                                              |
| Retrato de Furrier                                                                                 | 1517–1518 | Louvre, Paris                                                                 |
| São Jerônimo e São Francisco                                                                       | 1518      | Whitfield Fine Art, Londres                                                   |
| Retábulo Pucci                                                                                     | 1518      | San Michele Visdomini, Florença                                               |
| Retrato do Músico                                                                                  | 1518–1519 | Galeria Uffizi, Florença                                                      |
| Santo Antônio Abbott                                                                               | 1518–1519 | Galeria Uffizi, Florença                                                      |
| Retrato de Cosme, o Velho                                                                          | 1518–1519 | Galeria Uffizi, Florença                                                      |
| João Evangelista e o Arcanjo Gabriel                                                               | 1519      | Igreja de S. Michele, Empoli                                                  |
| Adoração dos Reis Magos                                                                            | 1519–1521 | Palazzo Pitti, Florença                                                       |
| Vertumnus e Pomona                                                                                 | 1519–1521 | Vila Médici, Poggio a Caiano                                                  |
| Estudo da Cabeça do Homem (Desenho)                                                                |           | Museu Metropolitano de Arte, Nova Iorque                                      |
| Retrato de Gentleman com livro e luvas                                                             | 1540-1541 | Coleção Cerruti, Castello di Rivoli Museo d'Arte Contemporanea, Rivoli- Turim |

### Obras maduras (1522-30)
| Pintura                                                                                 | Data      | Local                                         |
| --------------------------------------------------------------------------------------- | --------- | --------------------------------------------- |
| Maria e Menino com Quatro Santos                                                        | 1520–1530 | Museu Metropolitano, Nova Iorque              |
| Retrato de dois amigos                                                                  | c. 1522   | Fondazione Giorgio Cini, Veneza               |
| Madonna com Criança e Dois Santos (Bronzino?)                                           | c. 1522   | Galeria Uffizi, Florença                      |
| Sagrada Família com São João                                                            | 1522–1524 | Museu Hermitage, São Petersburgo              |
| Madona com Menino e São João (Atribuído a Rosso Fiorentino)                             | 1523–1525 | Galeria Uffizi, Florença                      |
| Oração em Gesthemane (cópias de Jacopo da Empoli)                                       | 1523–1525 | Certosa di Galluzzo                           |
| Caminhada ao Calvário                                                                   | 1523–1525 | Certosa di Galluzo                            |
| Cristo diante de Pilatos                                                                | 1523–1525 | Certosa di Galluzzo                           |
| Deposição                                                                               | 1523–1525 | Certosa di Galluzzo                           |
| Ressurreição                                                                            | 1523–1525 | Certosa di Galluzzo                           |
| Ceia em Emaús                                                                           | 1525      | Galeria Uffizi, Florença                      |
| Estudo de um Monge Cartuxo (Desenho)                                                    | 1525      | Galeria Uffizi, Florença                      |
| Madona e criança e dois anjos                                                           | 1525      | Museu de Arte de São Francisco, São Francisco |
| Retrato do jovem na cor rosa                                                            | 1525–1526 | Pinacoteca Communale, Lucca                   |
| Tabernáculo de San Giuliano, Boldrone, Crucifixo com Madonna e São João e Sant'Agostino | 1525–1526 | Accademia, Florença                           |
| Nascimento de São João Batista                                                          | 1526      | Galeria Uffizi, Florença                      |
| Penitente São Jerônimo                                                                  | 1526–1527 | Museu do Estado da Baixa Saxônia, Hanôver     |
| Madonna com Criança e São João (Bronzino?)                                              | 1526–1528 | Palazzo Corsini, Florença                     |
| Madonna com Criança & São João                                                          | 1527–1528 | Galeria Uffizi, Florença                      |
| Mateus, Lucas, João (Marcos pintado por Bronzino)                                       | 1525–1526 | Santa Felicita, Capela Capponi, Florença.     |
| Deposição                                                                               | 1526–1528 | Santa Felicita, Capela Capponi, Florença.     |
| Anunciação                                                                              | 1527–1528 | Santa Felicita, Capela Capponi, Florença      |
| Retrato de Francesca Capponi, como Santa Maria Madalena                                 | 1527–1528 | Whitfield Fine Art, Londres                   |
| Visitação                                                                               | 1528–1529 | Igreja de San Francesco e Michele, Carmignano |
| Virgem e Menino com Sant'Ana e Quatro Santos                                            | 1528–1529 | Museu do Louvre, Paris                        |
| Retrato de um Halberdier                                                                | 1528–1530 | Museu J. Paul Getty, Los Angeles              |
| Os Dez Mil Mártires                                                                     | 1529–1530 | Palazzo Pitti, Florença                       |
| Retrato de um homem em um boné vermelho                                                 | 1530      | National Gallery, Londres                     |

### Obras tardias (depois de 1530)
| Pintura                                                             | Data                      | Local                                   |
| ------------------------------------------------------------------- | ------------------------- | --------------------------------------- |
| Martírio de San Maurizio e as Legiões Tebanas (Pontormo & Bronzino) | 1531                      | Galeria Uffizi, Florença                |
| Noli me Tangere (Bronzino?)                                         | 1531                      | Casa Buonarroti, Florença               |
| Retrato da senhora em vermelho com filhote, (Bronzino?)             | 1532–1533                 | Städelsches Kunstinstitut, Frankfurt    |
| Vênus e Cupido                                                      | 1532–1534                 | Galleria dell'Accademia, Florença       |
| Retrato de Alessandro de' Medici                                    | antes de dezembro de 1535 | Museu de Arte da Filadélfia, Filadélfia |
| Retrato de Alessandro de' Medici                                    | c. 1534–1535              | Instituto de Arte de Chicago, Chicago   |
| Expulsão de Adão e Eva                                              | c. 1535                   | Galeria Uffizi, Florença                |
| Estudo para as Três Graças (Desenho)                                | 1535                      | Galeria Uffizi, Florença                |
| Retrato de Maria Salviati de' Medici e Giulia de' Medici (Pintura)  | c. 1539                   | Museu de Arte Walters, Baltimore        |
| Retrato de Niccolò Ardinghelli                                      |                           | Galeria Nacional, Washington, D.C.      |
| Retrato de Maria Salviati                                           | 1543–1545                 | Galeria Uffizi, Florença                |
| Cena do sacrifício                                                  | c. 1545                   | Museu Capodimonte, Nápoles              |
| Meu Livro (Diário de Pontormo))                                     | 1554–1556                 | Biblioteca Nacional, Florença           |
| Retrato de Pontormo (Bronzino)                                      |                           |                                         |
| São Francisco (Desenho)                                             |                           | Museu de Belas Artes, Boston            |
| San Lorenzo (desenhos animados a fresco)                            |                           |                                         |